# Protogygia terrifica
Protogygia terrifica là một loài bướm đêm trong họ Noctuidae.